# Ozero Beloje (sjö i Belarus, Vitsebsks voblast, lat 55,01, long 29,74)
Ozero Beloje (ryska: Озеро Белое) är en sjö i Belarus.   Den ligger i voblasten Vitsebsks voblast, i den nordöstra delen av landet, 190 km nordost om huvudstaden Minsk. Ozero Beloje ligger 129 meter över havet. Arean är 0,32 kvadratkilometer. Den sträcker sig 1,6 kilometer i nord-sydlig riktning, och 0,8 kilometer i öst-västlig riktning.
Omgivningarna runt Ozero Beloje är en mosaik av jordbruksmark och naturlig växtlighet. Runt Ozero Beloje är det glesbefolkat, med 16 invånare per kvadratkilometer.